# Benjamin Hennequin
Benjamin Hennequin, född 24 augusti 1984, är en fransk tyngdlyftare. Han tog en silvermedalj vid världsmästerskapen i tyngdlyftning 2011 i Paris. Hennequin har även vunnit ett EM-guld i Tbilisi 2015 samt två bronsmedaljer vid EM 2011 och 2014.